# Суниці високі

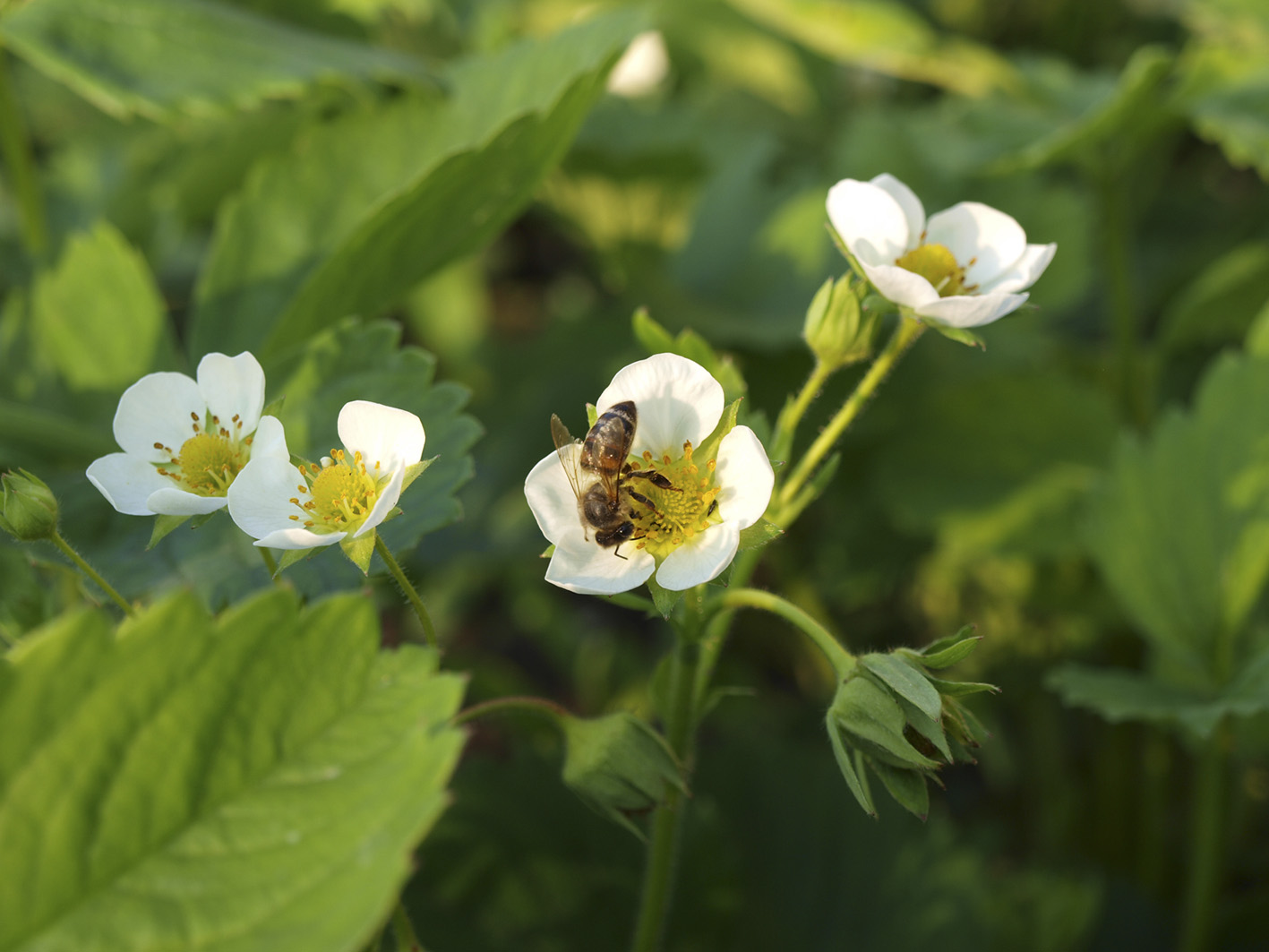

Суни́ці висо́кі (Fragaria moschata) — багаторічна рослина роду суниці родини розових. Поширена у лісах Центральної Європи. Належить до ягідних культур, хоча вирощується рідко.

## Етимологія
Ботанічна назва полуниць – лат. Fragaria moschata, досл. «запашниця мускатна» («мускусна»). Стара українська наукова назва походила від латинської й звучала як суни́ці му́скусні. Сучасною науковою назвою визнано суниці високі. Крім того, для цього виду зафіксовані такі народні назви як пазьомка стрімка, полуни́ця садова́ (її не слід плутати із полуницями садовими — спорідненим видом), суниця полуниця, суниця стрімка, земляника городня, земляника шпанська, позьомки, половниця, полониця, полувни́ця, а також ряд загальних синонімів, які можуть бути застосовані й до інших видів суниць, наприклад клубника, клубники́, полуни́ця(і), полуни́чник, суниці, траскавка, трускавка(и), червоні ягоди.

## Поширення
У дикому стані поширені в Центральній Європі, на півночі до Скандинавії, на сході — до Росії. Мають опушене листя, ароматні плоди й часто зустрічаються в лісах.

## Вирощування
Порівняно з полуницями садовими, суниці високі є менш примхливі. Відрізняються маленькими округлими ягодами; цінуються гурманами за насичений аромат і чудовий смак, що нагадує суміш садових суниць, малини й ананаса. Вирощуються в невеликих обсягах, переважно в Італії. Популярні сорти — 'Капрон' ('Capron') і 'Профумата ді Тортона' ('Profumata di Tortona').